# Stipe Breko
Stipe Breko (Sinj, -) je hrvatski klapski pjevač i alkar.
Član je klape Sinj od njenog osnutka 1982. godine. Prvi je tenor klape.
Breko je na Sinjskoj alki nastupao 27 godina i četiri je puta bio slavodobitnik (1977., 1980., 1982. i 1988.). Time je jedan od najuspješnijih alkara u povijesti Alke. Potječe iz alkarske obitelji čiji su članovi sudionici Alke više od 150 godina. Na 297. Sinjskoj alki pripala mu je čast biti barjaktarom.
Grad Sinj mu je 2012. godine dodijelio osobnu nagradu za doprinos promicanju Sinja i Cetinske krajine.